# 武田元信
武田元信（日语：／ Takeda Motonobu，1461年—1521年12月31日）是室町時代後期至戰國時代的守護大名，同時擔任若狹國、丹後國和安藝國分郡的守護，為若狹武田氏第5代當主，官至治部少輔、大膳大夫、伊豆守、從三位。

## 生涯
寛正2年（1461年），元信作為武田國信的次子出生。
由於若狹武田氏與管領細川氏是世交，在文明3年（1471年）元服的元信因而獲得細川勝元賜予細川京兆家的通字「元」，加上武田家的通字「信」，因此才稱為元信。元信之子武田元光和曾孫武田義元也繼承「元」這個通字。
由於元信的兄長武田信親早逝，從而讓元信成為繼承人。在他繼承家督之位後不久，為了爭奪足利將軍家的將軍之位的明應之變爆發，元信其後與室町幕府將軍和細川京兆家在軍事活動等方面聯繫更為緊密，令到若狹武田家繁盛起來。然而，元信和丹後一色氏的對立陷於膠著的狀況，其後在一色氏進攻若狹之際，得到越前國朝倉氏的支援，從而成功擊退一色氏。外患之餘，元信在領內也要面對土一揆的爆發，由於元信有過高低起伏的經歷，讓他能夠成功由守護大名轉變成為戰國大名。
永正16年（1519年），元信形式上將家督之位讓給其子武田元光，並且出家。大永元年（1521年）10月4日，由於元信向朝廷上繳皇宮御所的修理費5000疋，朝廷按其功勞在同月22日，破例讓作為守護的元信獲得從三位。
同年12月3日，元信死去，享年61歲，法名佛國寺殿青光祿大丈夫三品大雄紹公大禪定門，墓所位於福井縣小濱市的佛國寺。
元信對於因戰亂而衰退的公家文化，如和歌和有職故實等的藝術文化層面的貢獻甚大。元信與家臣粟屋氏均與京都的貴族三條西實隆交流密切。按照日本的重要文化財《實隆公記》的記載，元信曾經擁有藤原定家手抄本的《伊勢物語》。元信亦有手抄定家的《伊勢物語》及其家集，但是數量不多。

## 外部連結
- 若狭武田氏歴代当主事績（四代～五代） （页面存档备份，存于）